# Draak (Harry Potter)
Draken (Engels: Dragons) zijn fabeldieren uit de Harry Potter-boekenreeks van J.K. Rowling.
Draken zijn angstaanjagend en ontzagwekkend als ze vliegen en vuur spuwen. Dreuzels herinneren ze alleen als beesten uit de mythologie, wat te danken is aan de Ministeries van Toverkunst die in veel landen onvermoeibaar werken om deze grote beesten verborgen te houden. Om ervoor te zorgen dat Dreuzels geen draken kunnen zien, zijn er in onder andere Roemenië speciale drakenreservaten aangemaakt.

## Classificatie
De classificatie door het Departement van Toezicht op Magische Wezens van het Ministerie van Toverkunst is XXXXX, oftewel; Bekende Tovenaardoder/Onmogelijk af te richten of te temmen.

## Soorten

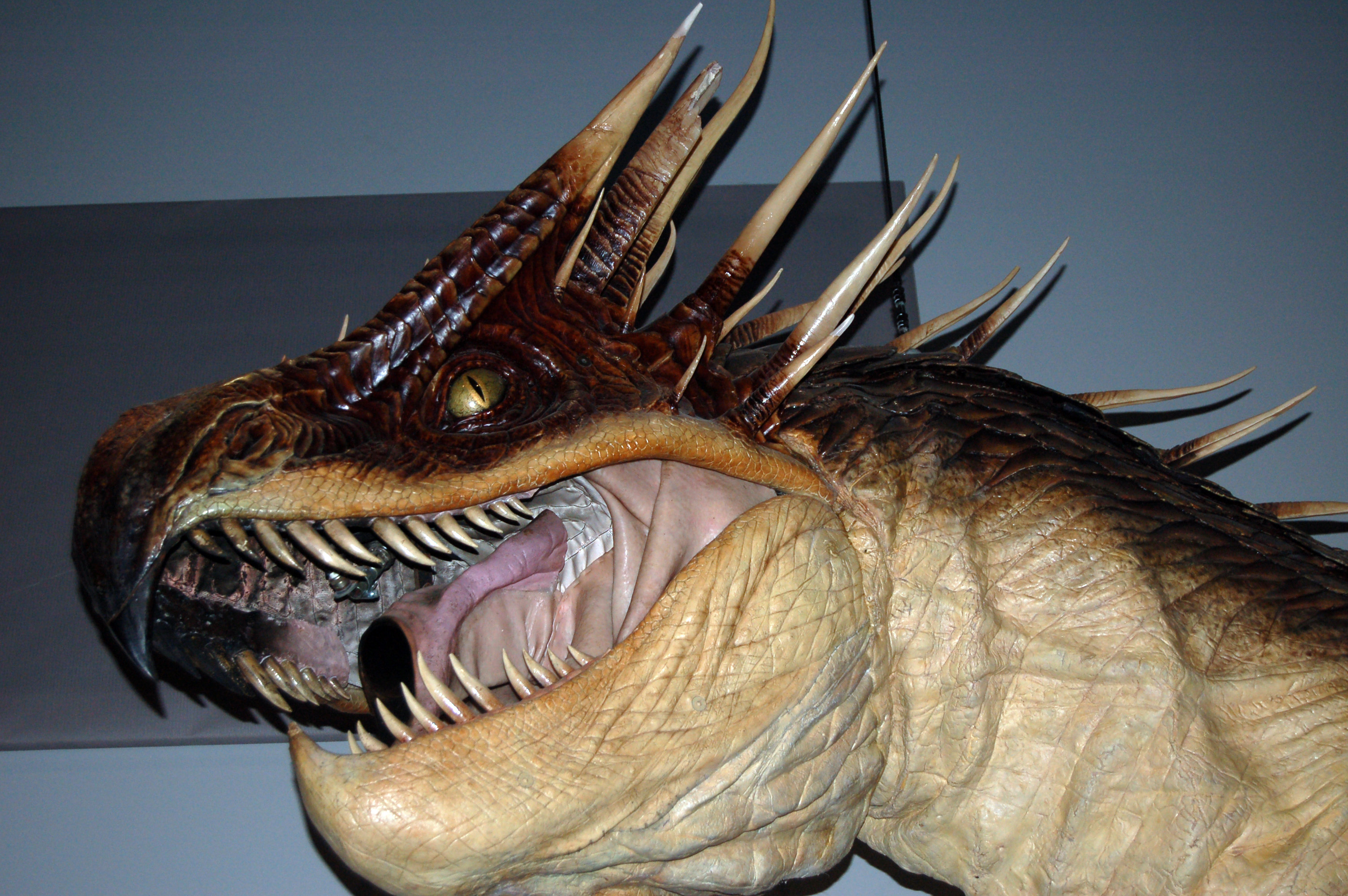
Kop van een Hongaarse Hoornstaart

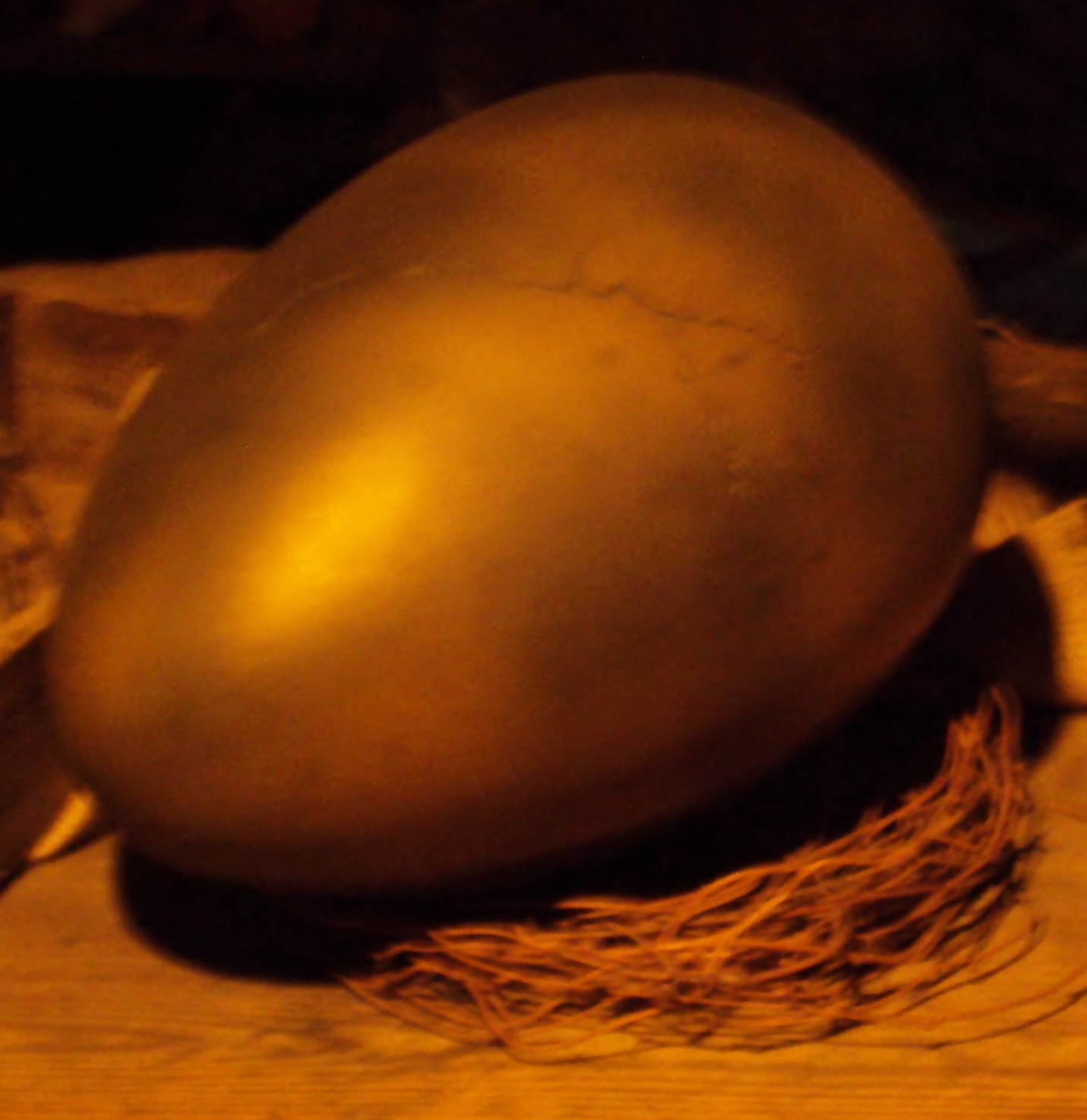
Ei van een Noorse Bultrug

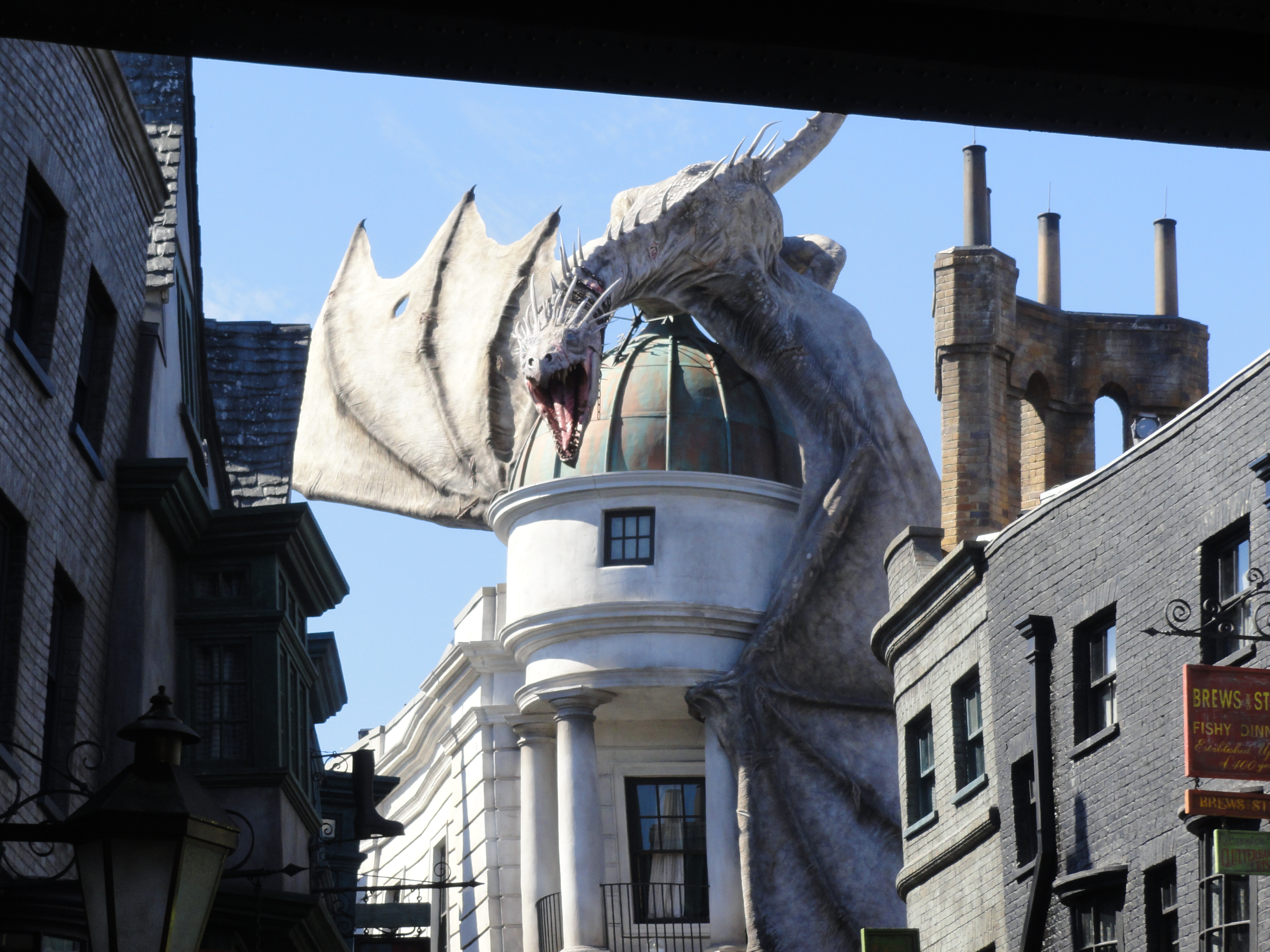
Oekraïense IJzerbuik

Op de Heksenmeesterconventie van 1709 werd het Fokverbod op Draken ingevoerd. Nochtans kruisen de draken wel onderling.
Er worden tien drakensoorten vermeld in de serie:
Antipodische Opaaloog
Chinese Zenger / Leeuwdraak
De Chinese Zenger is een opvallende draak die tot wel twaalf meter lang kan worden. De Zenger is de enige oosterse draak. Hij heeft gladde, vuurrode schubben. De eieren van de Chinese Zenger zijn scharlakenrood met gouden stippels. De eierschalen worden vaak gebruikt door Chinese tovenaars als toverdrankbestanddeel. De Zenger is een heel agressieve draak tegenover mensen, maar (in tegenstelling tot de meeste andere drakensoorten) toleranter tegenover zijn soortgenoten waarmee hij vaak een territorium deelt.
Gewone Groene Huisdraak
Een Gewone Groene Huisdraak is de minst gevaarlijke draak, maar desondanks nog steeds erg gevaarlijk. Hij moet direct vanaf zijn geboorte streng opgevoed worden anders kan hij zich tegen zijn begeleider keren.
Hebridische Zwartkop / Schotse Zwartkop
Hongaarse Hoornstaart
De Hongaarse Hoornstaart heeft sterke botten en de sterkste staart van alle draken. De Hongaarse Hoornstaart wordt in de toverwereld gezien als de gevaarlijkste draak die er is. Hij spuwt zijn vuur meters ver. Aan het uiteinde van zijn staart zitten een aantal gevaarlijke stekels. De staart is een van zijn voornaamste wapens. De Hoornstaart voedt zich met geiten, schapen en mensen.
Noorse Bultrug
Deze draak heeft de sterkste acceleratie: in 14 stappen bereikt hij een snelheid van 80 km/u.
Oekraïense IJzerbuik
Dit is de grootste drakensoort, hij kan een gewicht bereiken van ca. zes ton. Hij heeft een metaalachtige grijze kleur.
Peruaanse Addertand
De Peruaanse Addertand heeft de grootste tanden van alle dieren in de wereld. Hij heeft ook een grote geschiedenis vanwege zijn ontwikkeling. De Peruviaans Addertand had aanvankelijk kleine bevertanden, maar deze werden in de loop van ongeveer 150 jaar steeds groter. De tanden zijn nu even groot als die van sommige dinosauriërs.
Roemeense Langhoorn
Zweedse Stompsnuit

## Gebruik door tovenaars
Bruikbare lichaamsdelen van draken:

### Bloed
Albus Perkamentus heeft de twaalf verschillende toepassingen van drakenbloed ontdekt. Het bloed uit het hart wordt onder meer gebruikt als toverstokkenkern.
Het hartenbloed van een draak wordt gebruikt als kern voor toverstaven. Van Hermelien Griffel, Bellatrix van Detta, Lucius Malfidus, Viktor Kruml en Peter Pippeling is bekend dat hun staven een kern van drakenhartbloed hebben.

### Uitwerpselen
Drakenmest wordt veel gebruikt als mest tijdens Kruidenkunde.

### Drakenhuid
Drakenhuid wordt gebruikt om laarzen, handschoenen en jassen te maken. De huid staat erom bekend ontzettend sterk te zijn, er zijn acht lamstralen op dezelfde plek nodig om een draak te verlammen. De ogen zijn een zwakke plek van een draak.

## Boeken over draken
- Mannen die Te Veel van Draken Houden[1]
- Drakenfokken als Broodwinning en Tijdverdrijf[2]
- De Draken van Groot-Brittannië en Ierland[2]
- Van Ei tot Inferno: Een Praktisch Handboek voor Drakenfokkers[2]

## Draken in de boeken
Hagrid had in het Eerste Boek een draak, Norbert. Norbert is een Noorse Bultrug. Toen ze te groot en gevaarlijk werd, namen de vrienden van Ron Wemels broer Charlie haar mee naar Roemenië. Charlie Wemel bestudeert draken in Roemenië.
In het vierde boek werden er draken gebruikt voor de Eerste Opdracht van het Toverschool Toernooi. De deelnemers moesten een ei van verschillende draken zien te bemachtigen. De soorten die gebruikt werden waren de Hongaarse Hoornstaart, de Zweedse Stompsnuit, de Gewone Groene Huisdraak en de Chinese Zenger. Charlie hielp mee met het transport van de draken die gebruikt werden in het Toernooi.
Viktor Kruml vecht tegen een Zenger. Hij verblindt de draak waarna hij het ei dat de draak bewaakte makkelijk kon pakken. Harry Potter moet het opnemen tegen een Hongaarse Hoornstaart, die hij uiteindelijk verslaat met behulp van zijn bezemvliegkunsten.
Er worden ook draken gebruikt om kluizen van Goudgrijp te bewaken. In het Zevende Boek gebruikten Harry Potter, Ron Wemel en Hermelien Griffel een van de draken om te ontsnappen uit Goudgrijp na hun inbraak in de kluis van Bellatrix van Detta.

## Trivia
- Draco Malfidus' voornaam, Draco, betekent in het Latijn "draak".
- Er is een tovenaarsziekte, genaamd de Drakenpest. Abraxas Malfidus, de grootvader van Draco Malfidus, is gestorven aan de Drakenpest.
- De wapenspreuk van Zweinsteins Hogeschool voor Hekserij en Hocus-Pocus luidt Draco Dormiens Nunquam Titillandus wat vrij vertaald Kietel Nooit een Slapende Draak betekent.